# Microsoft Research
Microsoft Research (MSR) es la división de Microsoft dedicada a la investigación. Fue creada en 1991 con el fin de avanzar en el estado del arte en computación y resolver problemas complicados. Actualmente emplea a más de mil científicos de la computación, físicos, ingenieros y matemáticos, incluyendo ganadores del Turing Award, ganadores de la Medalla Fields, MacArthur Fellows y ganadores del premio Dijkstra, entre muchos otros altamente reconocidos expertos en informática, física y matemáticas.

## Áreas de investigación
Investigación MSR se clasifica en las siguientes áreas amplias:
1. Algoritmos y teoría
2. Comunicaciones y colaboración
3. Lenguajes computacionales
4. Ciencia computacional
5. Visión de computadoras
6. Sistemas de Computadoras y Redes
7. Minería de Datos y Administración
8. Economía y Computación
9. Educación
10. Videojuegos
11. Gráficos y Multimedia
12. Salud y bienestar
13. Interacción Humano–Computador
14. Aprendizaje de máquina e Inteligencia Artificial
15. Computación móvil
16. Computación cuántica
17. Búsqueda, recuperación de información y gestión del conocimiento
18. Seguridad y privacidad
19. Informática social
20. Desarrollo de software
21. Sistemas, arquitecturas, movilidad y redes
22. Computacional y biología de sistemas[2]

## Laboratorios
Hay laboratorios de todo el mundo en Bangalore; Pekín; Cambridge, Cambridge, Massachusetts; Mountain View; Redmond; y San Francisco.
- Microsoft Research Redmond fue fundada en el campus de Microsoft Redmond en 1991 trabajan en edificios 112 y 113. Actualmente tiene aproximadamente 350 investigadores y está encabezada por Malvar Rico.
- Microsoft Research Cambridge fue fundada en 1997 por Roger Needham y números ahora más de 100 empleados. Mantiene estrechos vínculos con la Universidad de Cambridge.
- Microsoft Research Asia (MSRA) fue fundada en Beijing en noviembre de 1998. Centro de tecnología avanzada fue inicialmente un grupo de MSRA hasta que se convirtió en un grupo independiente de i+d de Microsoft.
- Microsoft Research Silicon Valley, ubicado en Mountain View, California, fue fundada en agosto de 2001. En enero de 2006, el laboratorio de Silicon Valley se fusionó con Bay Area Research Center (BARC) de Microsoft en San Francisco.
- Microsoft Research India se estableció en enero de 2005 en Bangalore y encabezada por el Dr. P.Anandan.
- Microsoft Research New England se estableció en 2008 en Cambridge, Massachusetts

### Colaboraciones
Microsoft Research también colabora y operar conjuntamente con los centros de investigación en el Barcelona Supercomputing Center, Brown University, Carnegie Mellon University, INRIA, Massachusetts Institute of Technology y la Universidad de Trento. también existen nueve laboratorios operado conjuntamente en China y Hong Kong.
Microsoft Research también es compatible con centros de investigación en muchas otras universidades

## Obra publicada en SIGGRAPH
Históricamente, Microsoft ha actuado bien en tener trabajos de investigación aceptados en la prestigiosa Conferencia ACM SIGGRAPH, haber contribuido desde 2002 en promedio 14 % de los documentos publicados.
| Año   | Documentos totales | Documentos MSR |
| ----- | ------------------ | -------------- |
| 2008  | 90                 | 13 (14%)       |
| 2007  | 108                | 14 (13%)       |
| 2005  | 86                 | 16 (17%)       |
| 2004  | 83                 | 10 (16%)       |
| 2003  | 83                 | 11 (10%)       |
| 2002  | 67                 | 7 (11%)        |
| Total | 517                | 71 (14%)       |
| Media | 86                 | 12 (14%)       |

## Proyectos de investigación
| - C_Sharp - Polyphonic C# / Cω - Spec# / Sing# - Bartok compiler - Singularity OS - Bigtop / Gridline - F# programming language - Wallop - BitVault - Allegiance (computer game) - SXM, a STM library - Avalanche, p2p protocol based on BitTorrent - MyLifeBits - MultiMouse, for shared usage of PC - Audio Watermarking - Virtual Ring Routing driver - MSBNx, Bayesian network tookit - Data visualization library - Gyro, which matured as .NET 2.0 generics - IceCube shared data synchronization engine - Search Result Clustering toolbar - Vault, a safe version of C programming language - WWMX, geotagging digital images - Digital Green, a farmer-generated, video-based social network service for agricultural extension in rural India - WorldWide Telescope - SenseCam - Group Shot - Songsmith | - TouchLight - HoneyMonkey - ClearType - ConferenceXP - SenseWeb Project - Strider GhostBuster rootkit detection system - Strider URL Tracer / Typo-Patrol anti typosquatting system - Penny Black Project - Sideshow - SLAM project - ZenZui - Kodu - Color Barcodes, to enhance capacity of barcodes - GLEE graph layout engine - SecPAL grid authorization language - Web Assistant, a contexual search system - Community Bar, context sensitive content plugin - JCluster clustering engine - Virtual WiFi, a WiFi adapter virtualizer - Scalable Fabric, a Windows task management system - TulaFale, language for verifiable description of Web Services - Zing model checker - Hotmap, a mashup that shows where people have looked at using Virtual Earth - Virtual India - HD View, a viewer that can aid in the display and interaction with very large (Gigapixel) images - Image Composite Editor - ESL Assistant, a proofing tool for ESL English learners |